# Jesse Lee Peterson
Jesse Lee Peterson (* 22. května 1949) je černošský reverend a konzervativní občanský aktivista ze Spojených států amerických.
Je častým hostem různých pořadů v televizi a radiu. Odmítá afirmativní akci a nelegální imigraci, snaží se o šíření konzervativních názorů mezi černošské obyvatelstvo. Je členem organizace Project 21 a podporuje Republikánskou stranu.

## Názory
Zavedl "Národní den odmítnutí Jesse Jacksona" (National Day of Repudiation of Jesse Jackson)
V roce 2005 napsal článek pro WorldNetDaily, ve kterém naznačil, že většina Afroameričanů, kteří zůstali v New Orleansu během hurikánu Katrina, byli zhýčkaní sociálními dávkami, líní a nemorální. Peterson také kritizoval tehdejšího starostu New Orleans Raye Nagina za to, že obviňoval George Bushe za pomalou reakci a nedostatečnou bezprostřední pomoc, protože podle něj odpovědnost leží v první řadě na bedrech starosty New Orleansu. Nagin byl nicméně široce kritizován i z úst mnoha jiných kritiků za nezvládnutí situace po úderu Katriny na New Orleansu.
V únoru 2006 jako člen studentského panelu na Kalifornské univerzitě, popsal islám jako "zlé náboženství" a prohlásil, že extrémističtí muslimové nenávidí USA proto, že je to křesťanská země a že podporují Izrael.
V lednu 2010 vydal prohlášení vyzývající k rezignaci předsedu republikánské národní komise Michaela Steela, podle něj je Steele slabý vůdce a musí odstoupit nebo být odvolán. "Potřebujeme někoho, kdo se nebojí odvážně podporovat silné konzervativní republikánské myšlenky. Jediný důvod, proč je Steele stále předsedou RNC je, že je to černoch a strana se bojí následků, které by mohly nastat v případě jeho odvolání."

## Knihy
- Seven Guaranteed Steps to Spiritual and Financial Success (1998)
- From Rage to Responsibility: Black Conservative Jesse Lee Peterson and America Today ISBN 1-55778-788-3
- SCAM: How the Black Leadership Exploits Black America ISBN 0-7852-6331-4